# Гуаріко
Гуа́ріко (ісп. Guárico) — один з 23 штатів Венесуели. Розташований у центральній частині країни.
Адміністративний центр штату — місто Сан-Хуан-де-лос-Моррос. Площа становить 64 986 км², населення — 745 100 чоловік (2007).

## Географія
Штат розташовується у північній частині Льянос-Оріноко, між Карибськими Андами та річкою Оріноко. Клімат — субекваторіальний.

### Муніципалітети штату
| Муніципалітет            | Адм. центр             | Населення, чол. | Площа, км² | Щільність, чол./км² |
| ------------------------ | ---------------------- | --------------- | ---------- | ------------------- |
| Камагуан                 | Камагуан               | 20 697          | 1 164      | 17,78               |
| Чагуарамас               |                        | 1 185           | 2 069      | 6,37                |
| Ель-Сокорро              |                        | 19 189          | 2 659      | 7,22                |
| Франсіско-де-Міранда     | Калабосо               | 200 610         | 13 490     | 14,87               |
| Хосе-Фелікс-Рібас        |                        | 44 648          | 2 792      | 15,99               |
| Хосе-Тадеос-Монагас      |                        | 66 213          | 3 455      | 19,16               |
| Хуан-Ерман-Роскіо        | Сан-Хуан-де-лос-Моррос | 155 814         | 1 824      | 85,42               |
| Хуліан-Меладо            |                        | 32 803          | 2 983      | 11,00               |
| Лас-Мерседес             |                        | 32 501          | 7 691      | 4,23                |
| Леонардо-Інфанте         |                        | 165 717         | 10 613     | 15,61               |
| Ортіс                    |                        | 23 016          | 4 129      | 5,57                |
| Педро-Сараса             |                        | 138 642         | 2 410      | 57,53               |
| Сан-Джеронімо-де-Гуаябал |                        | 9 503           | 4 357      | 2,18                |
| Сан-Хосе-де-Гуарібе      |                        | 20 303          | 1 128      | 18,00               |
| Санта-Марія-де-Іпіре     |                        | 22 015          | 4 549      | 4,84                |